# Isla Huevo
La Isla Huevo (en inglés: Egg Island) es una isla deshabitada, oficialmente un islote o cayo, en el archipiélago de las Bahamas. Su nombre proviene del hecho de que la isla ha sido utilizada por los residentes de islas aledañas para criar gallinas trasladándose a la misma recolectar los huevos.
La isla tiene un arrecife que la circunda completamente que protege la playa. El agua dentro del círculo creado por el arrecife es de una profundidad menos a dos metros, lo que lo facilita la natación y la observación de la vida marina, a la vez de más cálida que en mar abierto.
La Isla Huevo ganó fama a partir de 1981 cuando Arne Molander anunció que sus investigaciones indicaban que fue la Isla Huevo es en realidad Guanahani, el primer lugar al que arribó en América Cristóbal Colón el 12 de octubre de 1492.
Cerca de la isla se produjo el naufragio del Arimora.